# Hrabia Guilford

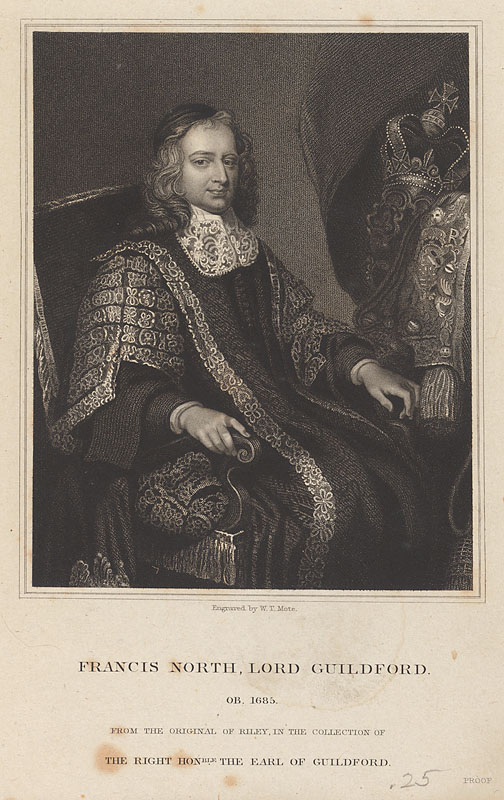
Francis North, 1. baron Guilford

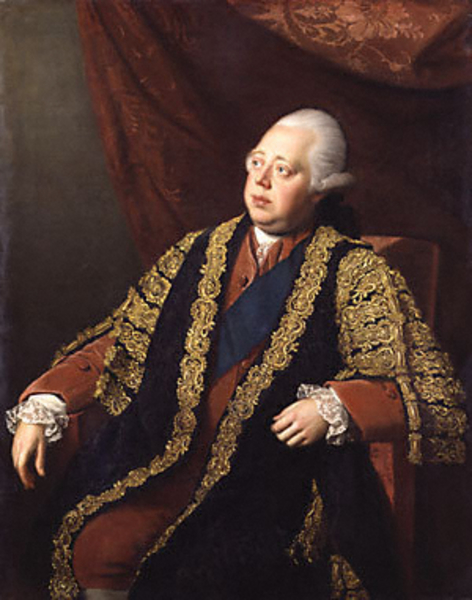
Frederick North, 2. hrabia Guilford

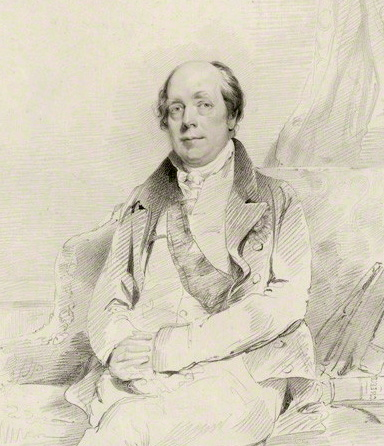
Frederick North, 5. hrabia Guilford

## Informacje ogólne
- Dodatkowym tytułem hrabiego Guilford jest baron Guilford
- Najstarszy syn hrabiego Guilford nosi tytuł lorda North
- Rodową siedzibą hrabiów Guilford jest Waldershare House niedaleko Dover w hrabstwie Kent

Hrabiowie Guilford 1. kreacji (parostwo Anglii)
- 1660–1667: Elizabeth Boyle, hrabina Guilford

Hrabiowie Guilford 2. kreacji (parostwo Anglii)
- 1674–1682: John Maitland (1. książę Lauderdale)

Baronowie Guilford 1. kreacji (parostwo Anglii)
- 1683–1685: Francis North (1. baron Guilford)
- 1685–1729: Francis North, (2. baron Guilford)
- 1729–1790: Francis North, 3. baron Guilford

Hrabiowie Guilford 3. kreacji (parostwo Wielkiej Brytanii)
- 1752–1790: Francis North (1. hrabia Guilford)
- 1790–1792: Frederick North, 2. hrabia Guilford
- 1792–1802: George North (3. hrabia Guilford)
- 1802–1817: Francis North (4. hrabia Guilford)
- 1817–1827: Frederick North (5. hrabia Guilford)
- 1829–1861: Francis North (6. hrabia Guilford)
- 1861–1885: Dudley North (7. hrabia Guilford)
- 1885–1949: Frederick North (8. hrabia Guilford)
- 1949–1999: Edward North (9. hrabia Guilford)
- 1999 -: Piers North (10. hrabia Guilford)

Najstarszy syn 10. hrabiego Guilford: Frederick North, lord North